# Mercedes Cup 2019 - Qualificazioni singolare
Le qualificazioni del singolare della Mercedes Cup 2019 sono state un torneo di tennis preliminare per accedere alla fase finale della manifestazione. I vincitori dell'ultimo turno sono entrati di diritto nel tabellone principale. In caso di ritiro di uno o più giocatori aventi diritto a questi sono subentrati i lucky loser, ossia i giocatori che hanno perso nell'ultimo turno ma che avevano una classifica più alta rispetto agli altri partecipanti che avevano comunque perso nel turno finale.

## Teste di serie
1. Prajnesh Gunneswaran (primo turno, ritirato)
2. Alexander Bublik (ultimo turno)
3. Denis Istomin (primo turno)
4. Brayden Schnur (primo turno)

1. Feliciano López (qualificato)
2. Alexei Popyrin (qualificato)
3. Sergiy Stakhovsky (ultimo turno)
4. Grégoire Barrère (ultimo turno)

## Qualificati
1. Alexei Popyrin
2. Feliciano López

1. Dustin Brown
2. Viktor Galović

## Tabellone

### Legenda
| - Q = Qualificato - WC = Wild card - LL = Lucky loser | - ALT = Alternate - SE = Special Exempt - PR = Protected Ranking | - w/o = Walkover - r = Ritirato - d = Squalificato |

### Sezione 1
|  | Primo turno | Primo turno          | Primo turno | Primo turno | Primo turno |  |  | Ultimo turno | Ultimo turno   | Ultimo turno   | Ultimo turno | Ultimo turno |  |
|  |             |                      |             |             |             |  |  |              |                |                |              |              |  |
|  | 1           | Prajnesh Gunneswaran | 7           | 6(0)        | 1r          |  |  |              |                |                |              |              |  |
|  | Alt         | Matteo Viola         | 6           | 7           | 2           |  |  | Alt          | Matteo Viola   | Matteo Viola   | 3            | 5            |  |
|  | Alt         | Maverick Banes       | 6           | 3           | 63          |  |  | 6            | Alexei Popyrin | Alexei Popyrin | 6            | 7            |  |
|  | 6           | Alexei Popyrin       | 4           | 6           | 7           |  |  |              |                |                |              |              |  |

### Sezione 2
|  | Primo turno | Primo turno      | Primo turno      | Primo turno | Primo turno |  |  | Ultimo turno | Ultimo turno     | Ultimo turno     | Ultimo turno | Ultimo turno |  |
|  |             |                  |                  |             |             |  |  |              |                  |                  |              |              |  |
|  | 2           | Alexander Bublik | Alexander Bublik | 6           | 6           |  |  |              |                  |                  |              |              |  |
|  |             | Hiroki Moriya    | Hiroki Moriya    | 0           | 3           |  |  | 2            | Alexander Bublik | Alexander Bublik | 5            | 4            |  |
|  | WC          | Tim Pütz         | Tim Pütz         | 6(1)        | 5           |  |  | 5            | Feliciano López  | Feliciano López  | 7            | 6            |  |
|  | 5           | Feliciano López  | Feliciano López  | 7           | 7           |  |  |              |                  |                  |              |              |  |

### Sezione 3
|  | Primo turno | Primo turno       | Primo turno       | Primo turno | Primo turno |  |  | Ultimo turno | Ultimo turno     | Ultimo turno     | Ultimo turno | Ultimo turno |  |
|  |             |                   |                   |             |             |  |  |              |                  |                  |              |              |  |
|  | 3           | Denis Istomin     | Denis Istomin     | 5           | 4           |  |  |              |                  |                  |              |              |  |
|  |             | Dustin Brown      | Dustin Brown      | 7           | 6           |  |  |              | Dustin Brown     | Dustin Brown     | 6            | 7            |  |
|  | WC          | Sasi Kumar Mukund | Sasi Kumar Mukund | 3           | 4           |  |  | 8            | Grégoire Barrère | Grégoire Barrère | 2            | 62           |  |
|  | 8           | Grégoire Barrère  | Grégoire Barrère  | 6           | 6           |  |  |              |                  |                  |              |              |  |

### Sezione 4
|  | Primo turno | Primo turno              | Primo turno              | Primo turno | Primo turno |  |  | Ultimo turno | Ultimo turno      | Ultimo turno | Ultimo turno | Ultimo turno |  |
|  |             |                          |                          |             |             |  |  |              |                   |              |              |              |  |
|  | 4           | Brayden Schnur           | 6                        | 3           | 4           |  |  |              |                   |              |              |              |  |
|  |             | Viktor Galović           | 4                        | 6           | 6           |  |  |              | Viktor Galović    | 6            | 2            | 6            |  |
|  |             | Adrián Menéndez Maceiras | Adrián Menéndez Maceiras | 3           | 4           |  |  | 7            | Sergiy Stakhovsky | 4            | 6            | 4            |  |
|  | 7           | Sergiy Stakhovsky        | Sergiy Stakhovsky        | 6           | 6           |  |  |              |                   |              |              |              |  |